# Diospolis Parva
Diospolis parva (auch Diospolis mikra „Kleine Zeus-Stadt“; ägyptisch Ḥw.t bzw. Ḥw.t-sḫm; arabisch ﮪﻭ "Hu") war eine antike Stadt in Oberägypten und die Hauptstadt des 7. oberägyptischen Gaues. Der ägyptische Name Ḥw.t-sḫm ist seit dem Mittleren Reich belegt, die Kurzform Ḥw.t seit der 18. Dynastie.
William Matthew Flinders Petrie führte 1898–1899 Grabungen bei Diospolis Parva durch und fand Zeugnisse von der prädynastischen bis in die römische Zeit. Das Material aus den prädynastischen Friedhöfen von Abadijeh und Hu bildeten die Grundlage für seine relative Chronologie der vordynastischen Zeit Ägyptens (Negade I–III). Kathryn A. Bard unternahm 1989–1991 bei Diospolis Parva Nachgrabungen an den vordynastischen Stätten.
In Diospolis Parva wurde der Gott Bat verehrt, der später von der Göttin Hathor assimiliert wurde. Daneben gab es einen Kult für den Stadtgott Neferhotep. Später wurde besonders der Gott Amun verehrt, deshalb gaben die Griechen der Stadt den Namen Diospolis, da Amun mit dem Gott Zeus gleichgesetzt wurde. Über wirtschaftliche Aspekte des Amun-Tempels gibt ein demotisches Archiv von zum Tempel gehörigen Gänsehirten aus der frühen 27. Dynastie (497–485 v. Chr.) Auskunft. Bei Diospolis Parva gibt es einen spätzeitlichen Tierfriedhof sowie Überreste der Tempel von Ptolemaios VI. und Nerva.
Nordwestlich von Diospolis Parva liegt der für die dort gefundenen koptischen Kodizes bekannte Ort Nag Hammadi.